# Zayse
Le zayse (ou zaysse, zayse-zergulla) est une langue afro-asiatique de la branche des langues omotiques parlée en Éthiopie, par les Zayse et les Zergulla dont la population s'élevait en 1994 à 17 800 personnes.

## Les Zayse
Les Zayse, à l'origine, sont des habitants des hauts plateaux. Depuis le développement de grandes exploitations agricoles dans les basses terres, nombre d'entre eux les ont rejointes, et vivent dans une région centrée autour d'Elgo et de Wozaka.
Les Zayse désignent leur langue par le nom de zaysité.

## Classification
Le zayse est classé parmi les langues couchitiques occidentales, un sous-groupe aussi appelé omotique. Les langues omotiques sont considérées par certains linguistes comme étant une branche des langues afro-asiatiques et non comme appartenant au couchitique.

La langue est classée par Bender (1988) dans le sous-groupe de l'ometique méridonal.

## Phonologie
Les tableaux montrent la phonologie du zayse : les consonnes et les voyelles.

### Voyelles
|         | Antérieure | Centrale | Postérieure |
| ------- | ---------- | -------- | ----------- |
| Fermée  | i [i]      |          | u [u]       |
| Moyenne | e [e]      |          | o [o]       |
| Ouverte |            | a [a]    |             |

### Consonnes
|              |              | Bilabiales | Dentales | Alvéol.   | Dorsales | Dorsales | Glottales |
| ------------ | ------------ | ---------- | -------- | --------- | -------- | -------- | --------- |
| Palatales    | Vélaires     | Bilabiales | Dentales | Alvéol.   |          |          | Glottales |
| Occlusives   | Sourdes      | p [pʰ]     | t [tʰ]   |           |          | k [kʰ]   | ʔ [ʔ]     |
| Occlusives   | Sonores      | b [b]      | d [d]    |           |          | g [g]    |           |
| Occlusives   | Éjectives    |            |          |           |          | k’ [k’]  |           |
| Occlusives   | Implosives   | b’ [ɓ]     |          | d’ [ɗ]    |          |          |           |
| Fricatives   | Sourdes      | f [f]      |          | s [s]     | š [ʃ]    |          | h [h]     |
| Fricatives   | Sonores      |            |          | z [z]     | ž [ʒ]    |          |           |
| Affriquée    | Sourdes      |            |          | ts [t͡sʰ]  | č [t͡ʃʰ]  |          |           |
| Affriquée    | Sonores      |            |          |           | dʒ [d͡ʒ]  |          |           |
| Affriquée    | Éjectives    |            |          | ts’ [t͡s’] | č’ [t͡ʃ’] |          |           |
| Nasales      | Nasales      | m [m]      |          | n [n]     |          |          |           |
| liquides     | liquides     |            |          | l [l]     |          |          |           |
| roulées      | roulées      |            |          | r [r]     |          |          |           |
| Semi-voyelle | Semi-voyelle | w [w]      |          |           | y [j]    |          |           |

## Sources
- (en) Hayward, Richard J., Notes on the Zayse Language, dans Richard J. Hayward (éditeur), Omotic Language Studies, pp. 210-355, Londres, School of Oriental and African Studies, University of London, 1990  (ISBN 0-7286-0166-4)